# Moltrasio

Gemeinde Moltrasio in der Provinz Como

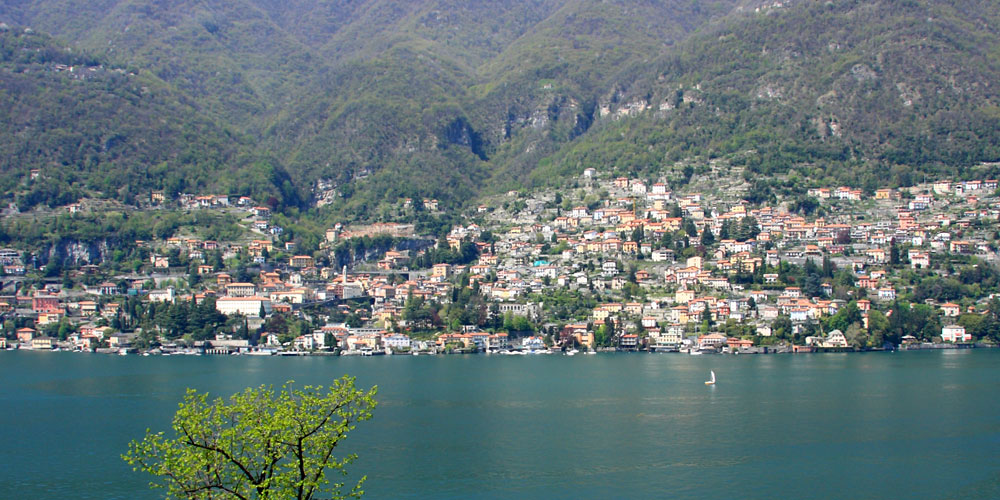
Moltrasio

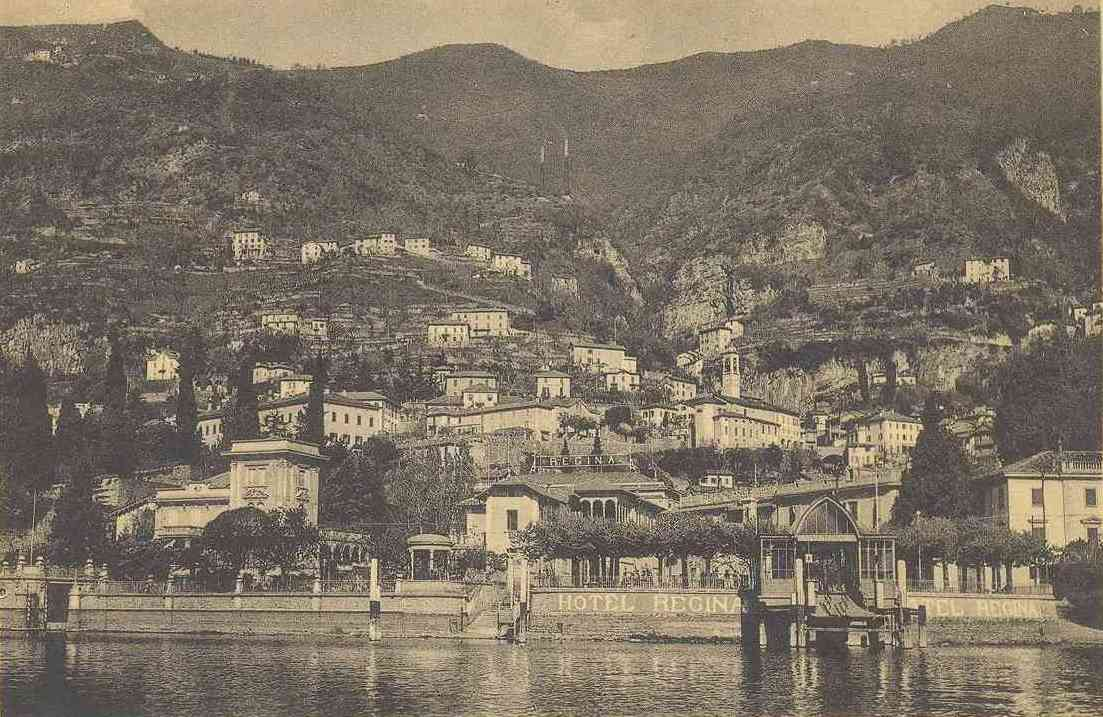
Moltrasio (1940)

Moltrasio ist eine italienische Gemeinde am Comer See mit 1523 Einwohnern (Stand 31. Dezember 2023) in der Provinz Como.

## Geographie
Die Gemeinde liegt 8 Kilometer nordwestlich der Stadt Como, 9 Kilometer von der schweizerischen Grenze und 50 Kilometer von Mailand entfernt an der wichtigen Handelsstraße, der Via Regina, die über den Splügenpass und den Malojapass Nordeuropa mit Italien verbindet. Die Gemeinde umfasst folgende Fraktionen: Borgo, Carisciano, Casarico, Creolino, Luscesino, Roiano, Somaino, Tosnacco, Vergonzano, Vighinzano, Vignola, Casarevolo.
Nachbargemeinden sind Blevio, Breggia (CH-TI), Carate Urio, Cernobbio, Schignano und Torno.
Heute ist der Ort vornehmlich Treffpunkt für die Mailänder Society.

## Sehenswürdigkeiten
Das Ortsbild wird geprägt durch mittelalterliche Häuser (borgo) und prächtige Villen, die vom Ufer des Sees steil ansteigend an den Berghang des Monte Bisbino gebaut sind. Oberhalb des Ortes liegen die antiken Steinbrüche Niasc „cave di pietra moltrasina“, aus denen der berühmte italienische Naturstein geschlagen wurde.

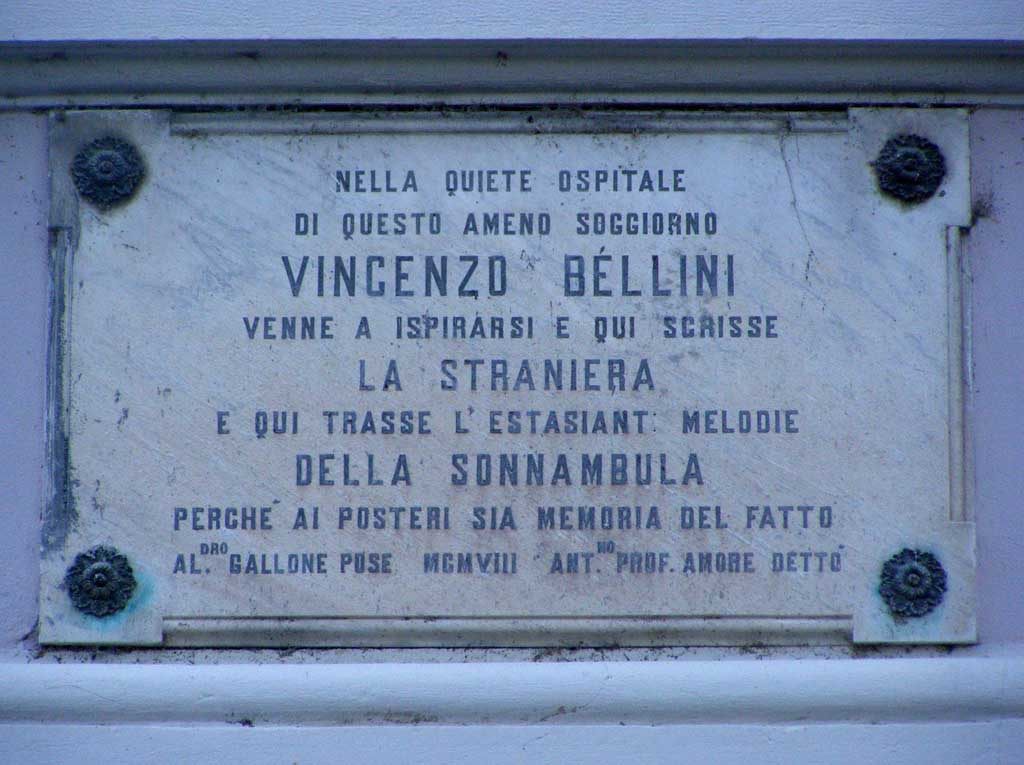
Denktafel Vincenzo Bellinis

Das bedeutendste Bauwerk von Moltrasio ist neben der wiederhergestellten Villa Passalaqua (18. Jahrhundert)
- die romanische Kirche Sant’Agata (11. Jahrhundert)[3]
- die Pfarrkirche Santi Martino und Agata (16. Jahrhundert).[4]
- das Oratorium San Rocco (16. Jahrhundert)[5]
- die Villa Fasola (Ende 19. Jahrhundert)[6]

## Persönlichkeiten
- Künstlerfamilie Bianchi
  - Giuseppe Bianchi (* um 1560 in Moltrasio; † nach 1615 ebenda?), Stuckateur und Architekt. Er schuf 1595 Stuckaturen in der Wallfahrtskirche Madonna di Tirano, in Tirano; 1599 und 1610 Stuckaturen im Dom zu Como; 1609 wurde er zum Domarchitekten in Como ernannt.[7][8][9]
  - Angelo Bianchi (* um 1595 in Moltrasio; † 1657 in Como), Priester und Stuckateur in Como[10]
  - Giuseppe Bianchi (* um 1600 in Moltrasio; † nach 1676 ebenda), Sohn des Giovanni Battista, Stuckateur. Er arbeitete in der Kirche SS. Gusmeo e Matteo in Gravedona am Comersee: L’interno è impreziosito da statue e stucchi policromi; und in der Kirche SS. Eusebio e Vittore in Peglio (Lombardei) über Gravedona.[11][12]
  - Giovanni Battista Bianchi (* um 1600 in Moltrasio; † nach 1649 ebenda), Stuckateur in Como[13][14]
  - Pompeo Bianchi (* um 1605 in Moltrasio; nach 1649 ebenda ?), Stuckateur in Como[15]

- Künstlerfamilie Recchi
  - Giovanni Paolo Recchi (* 1605 in Borgovico; † 1686 ebenda), aus Moltrasio, Bruder des Giovanni Battista, Maler, er schuf Freskenzyklen im Palazzo Reale (Turin) und im Castello del Valentino in Turin.[16][17]
  - Giovanni Battista Recchi (* 1607 in Moltrasio; † um 1680 ebenda), Bruder des Giovanni Paolo, Maler. Schüler von Pier Francesco Mazzucchelli, genannt Morazzone. In seinem Atelier in Turin schuf Recchi vor allem historische Szenen.[18]
  - Giovanni Antonio Recchi (* 1625 in Moltrasio; † um 1695 in Turin?), Neffe des Giovanni Paolo, Maler. Mitarbeiter seiner beiden Onkel in Turin.[19][20]
- Vincenzo Bellini (* 3. November 1801 in Catania; † 23. September 1835 in Puteaux bei Paris), Opernkomponist wohnte in Moltrasio in (Villa Scalvi).
- Winston Churchill (* 30. November 1874 in Woodstock (Oxfordshire); † 24. Januar 1965 in London), bedeutendster britischer Staatsmannwar, ein häufiger Gast in (Villa Le Rose) in Moltrasio.
- Antonio Leopoldo Basso, Bruder des Lelio, Dozent, Schriftsteller.
- Virgilio Ranzato (* 7. Mai 1883 in Venedig; † 20. April 1937 in Como), Musiker, Komponist.
- Clemente Rebora (* 6. Januar 1885 in Mailand; † 1. November 1957 in Stresa), katholischer Priester, Dichter, Übersetzer,
- Delio Tessa, Schriftsteller.
- Gianni Versace (* 2. Dezember 1946 in Reggio Calabria; † 15. Juli 1997 in Miami Beach), Modedesigner, Gründer des Modeunternehmens Versace. Sein Sommersitz in Moltrasio war (Villa La Fontanella).

## Bilder

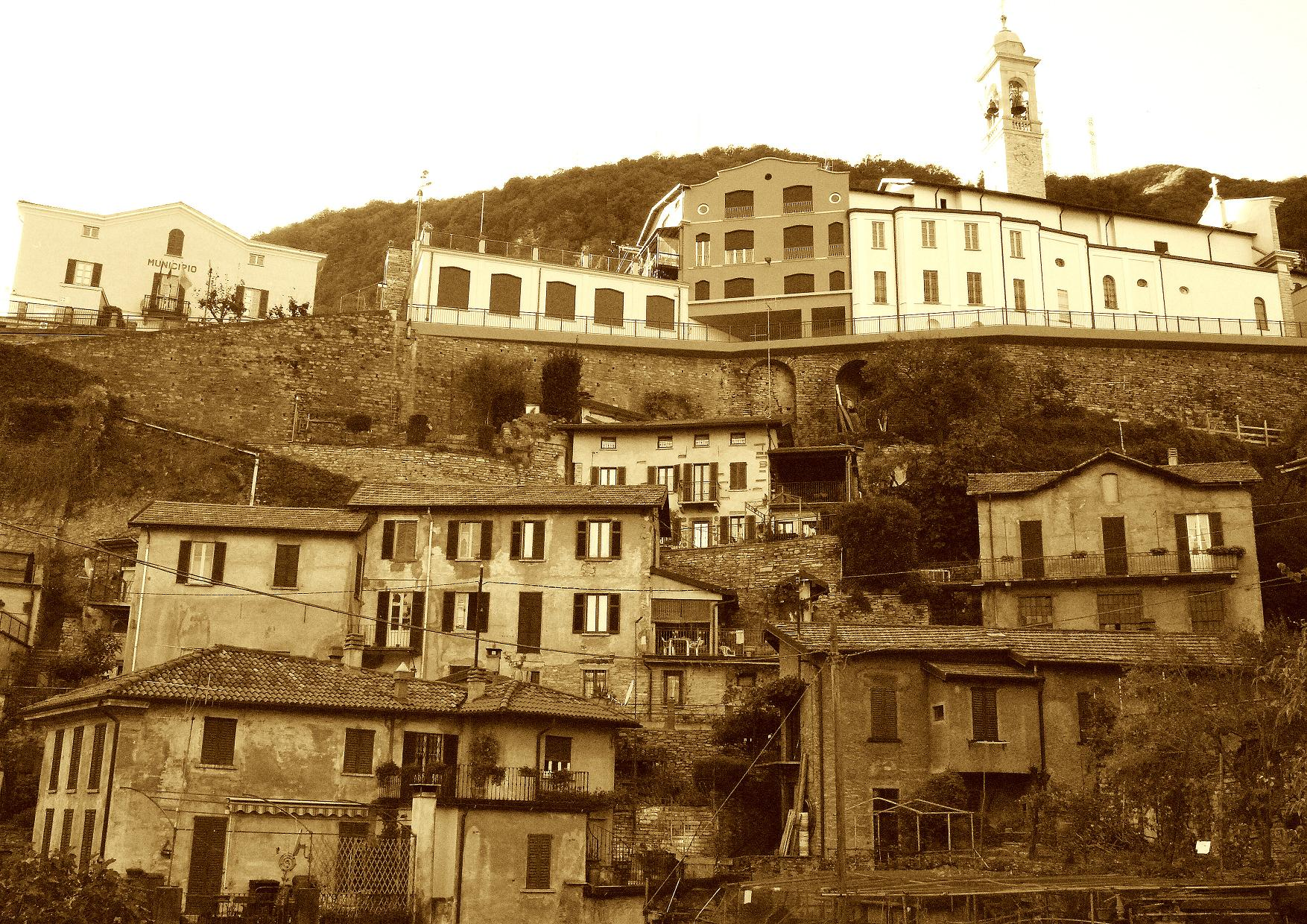
Moltrasio (Panorama)
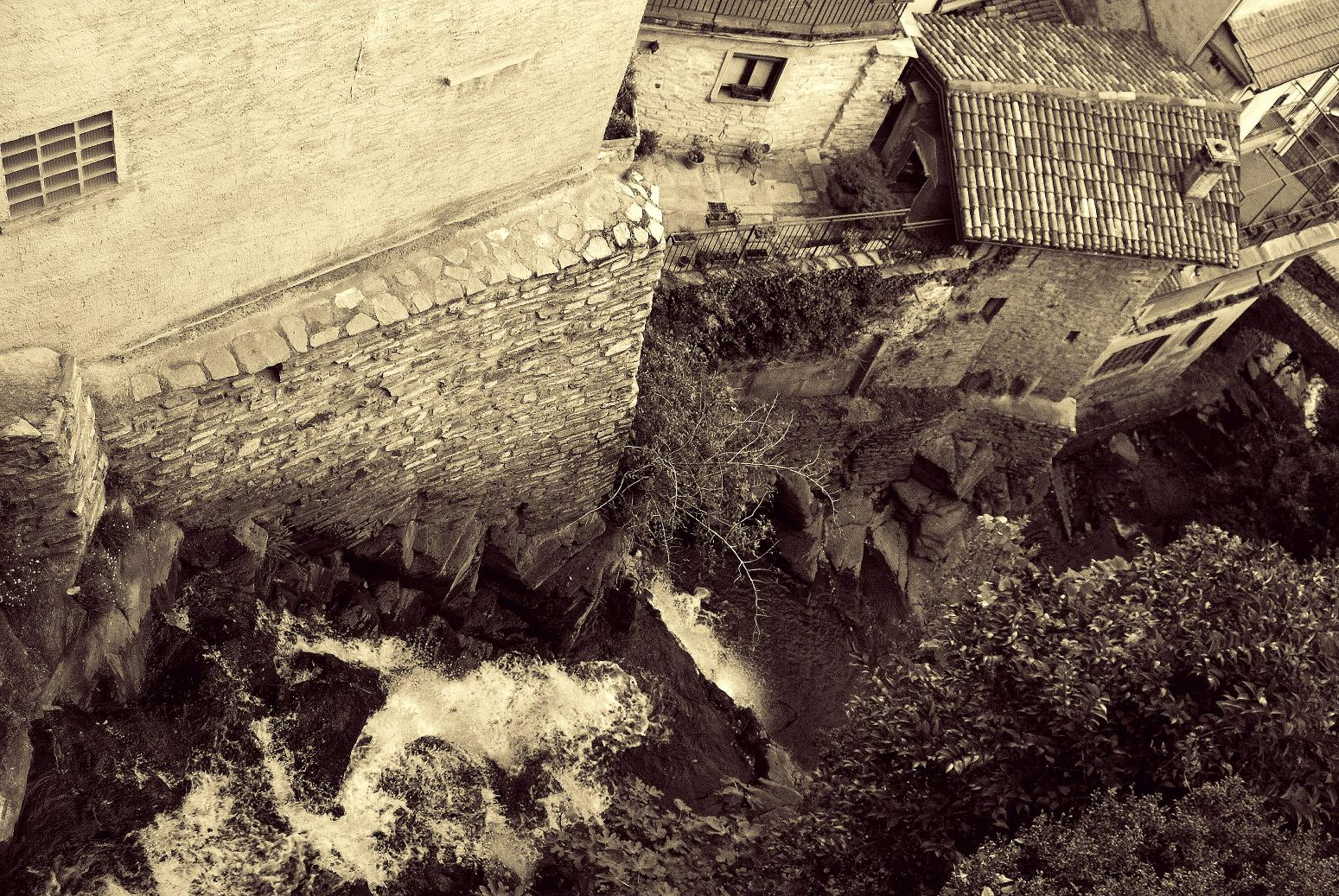
Moltrasio
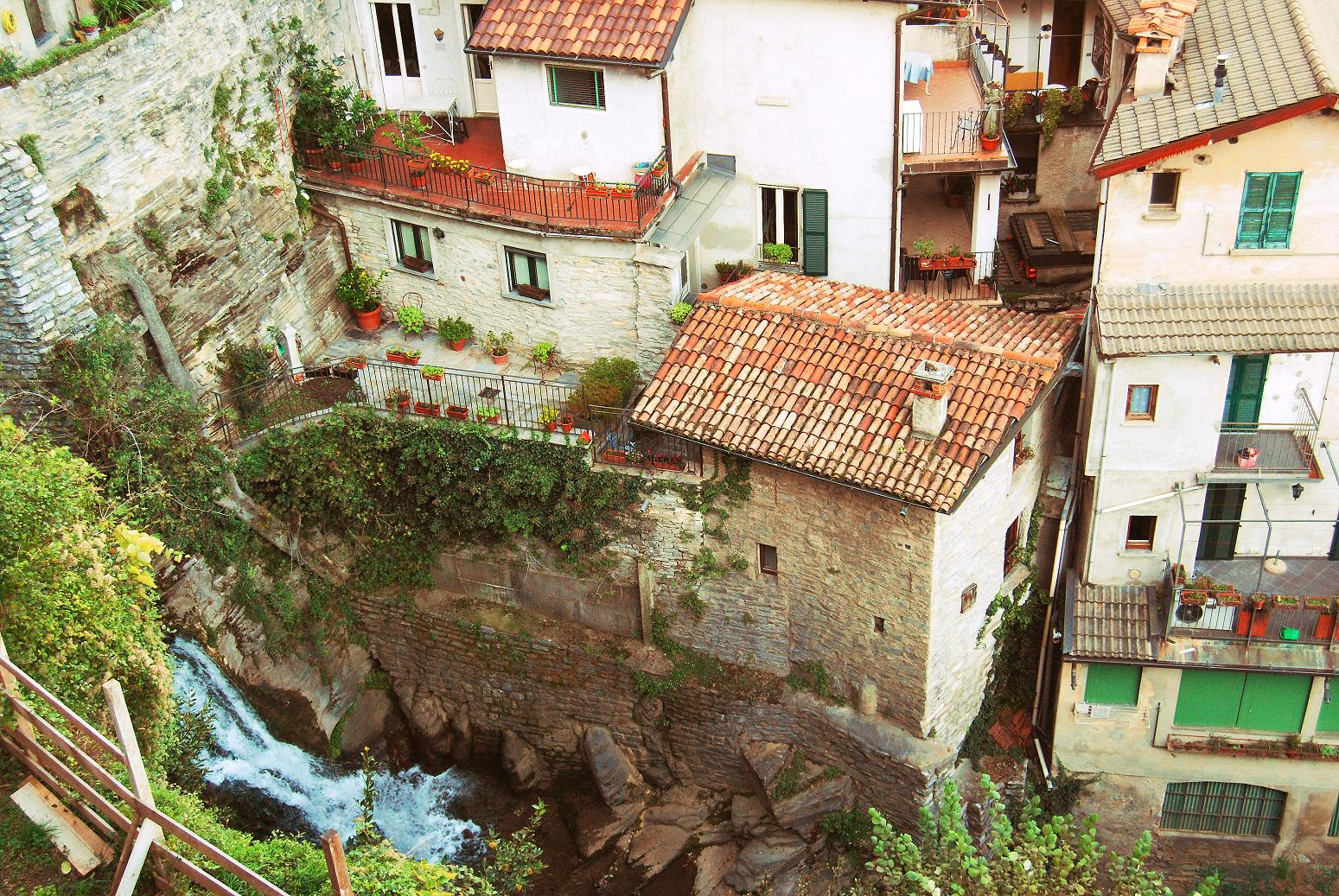
Moltrasio
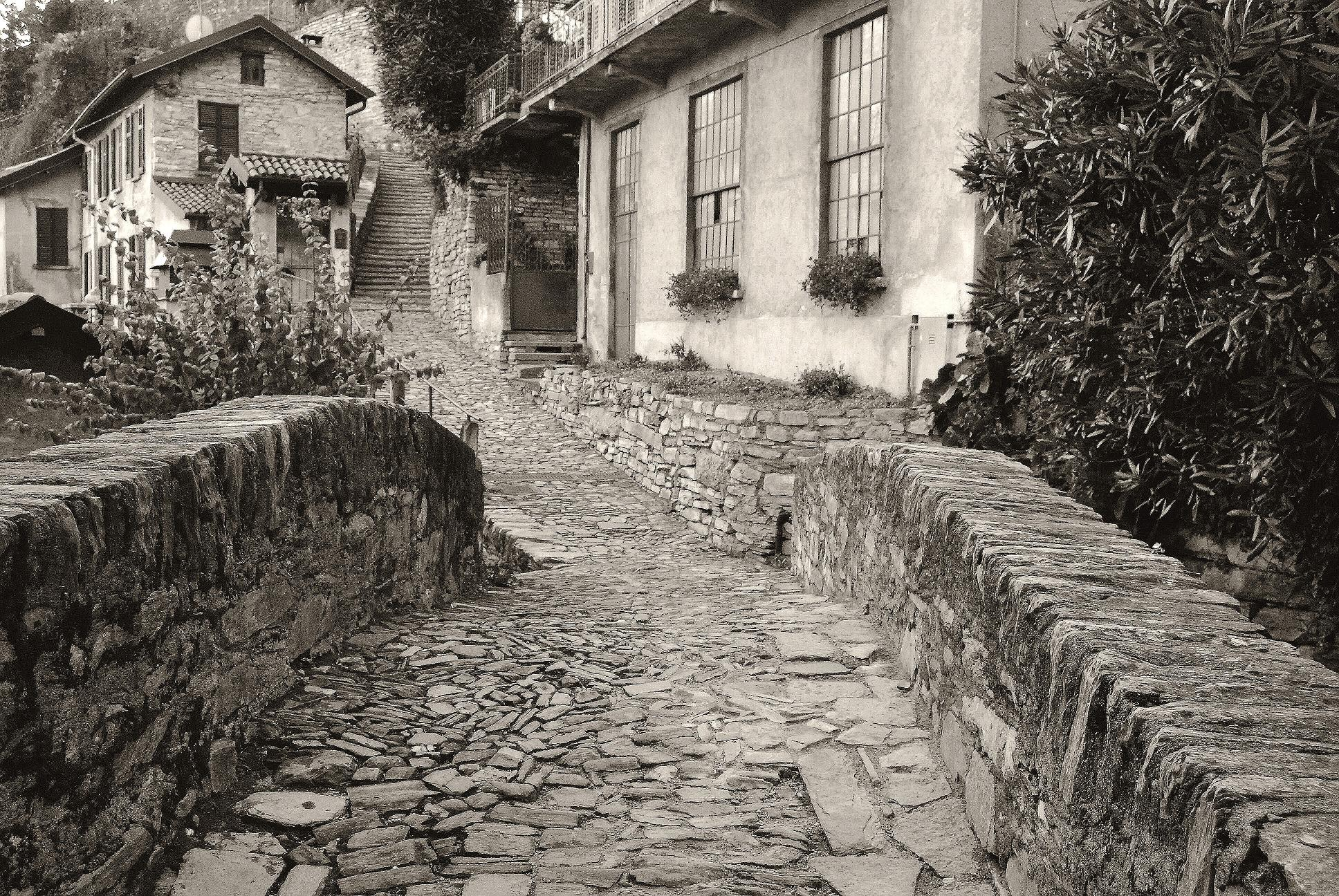
Moltrasio
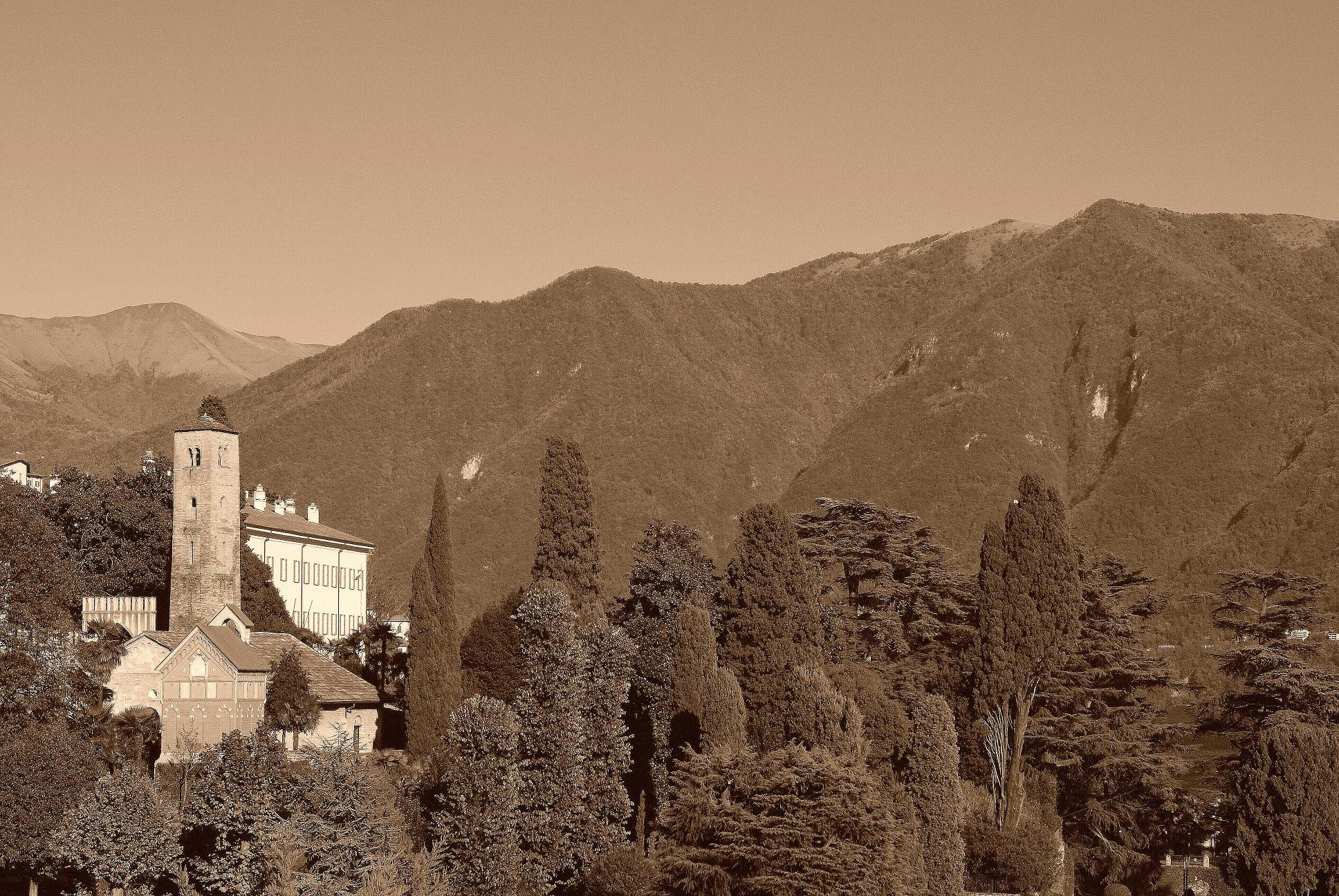
Moltrasio (Panorama)